# أوتو زالومون
أوتو زالومون (بالسويدية: Otto Salomon)‏ هو تربوي سويدي، ولد في 1 نوفمبر 1849 في غوتنبرغ في السويد، وتوفي في 3 نوفمبر 1907.